# Iris Knetsch
Iris Knetsch (* 10. Juli 1970) ist eine ehemalige deutsche Fußballspielerin.

## Karriere
Die Mittelfeldspielerin Knetsch gehörte von 1990 bis 1992 Grün-Weiß Brauweiler in der Gruppe Nord der seinerzeit zweigleisigen Bundesliga an. Am Saisonende ihrer Bundesliga-Premiere wurde sie am 22. Juni 1991 im Finale des Wettbewerbs um den DFB-Pokal in der 78. Minute für Dunja Fischer eingewechselt; das Spiel im Olympiastadion Berlin gegen den TSV Siegen wurde durch ihre Mitspielerin Michaela Kubat mit dem 1:0-Siegtor bereits in der 19. Minute entschieden. In ihrer letzten Saison wurde sie in fünf Bundesligaspielen (3 S, 1 U, 1 N) berücksichtigt.

## Erfolge
- Meisterschaftsfinalist 1992 (ohne Finaleinsatz)
- DFB-Pokal-Sieger 1991